# Kanzianiberg Klettersteig

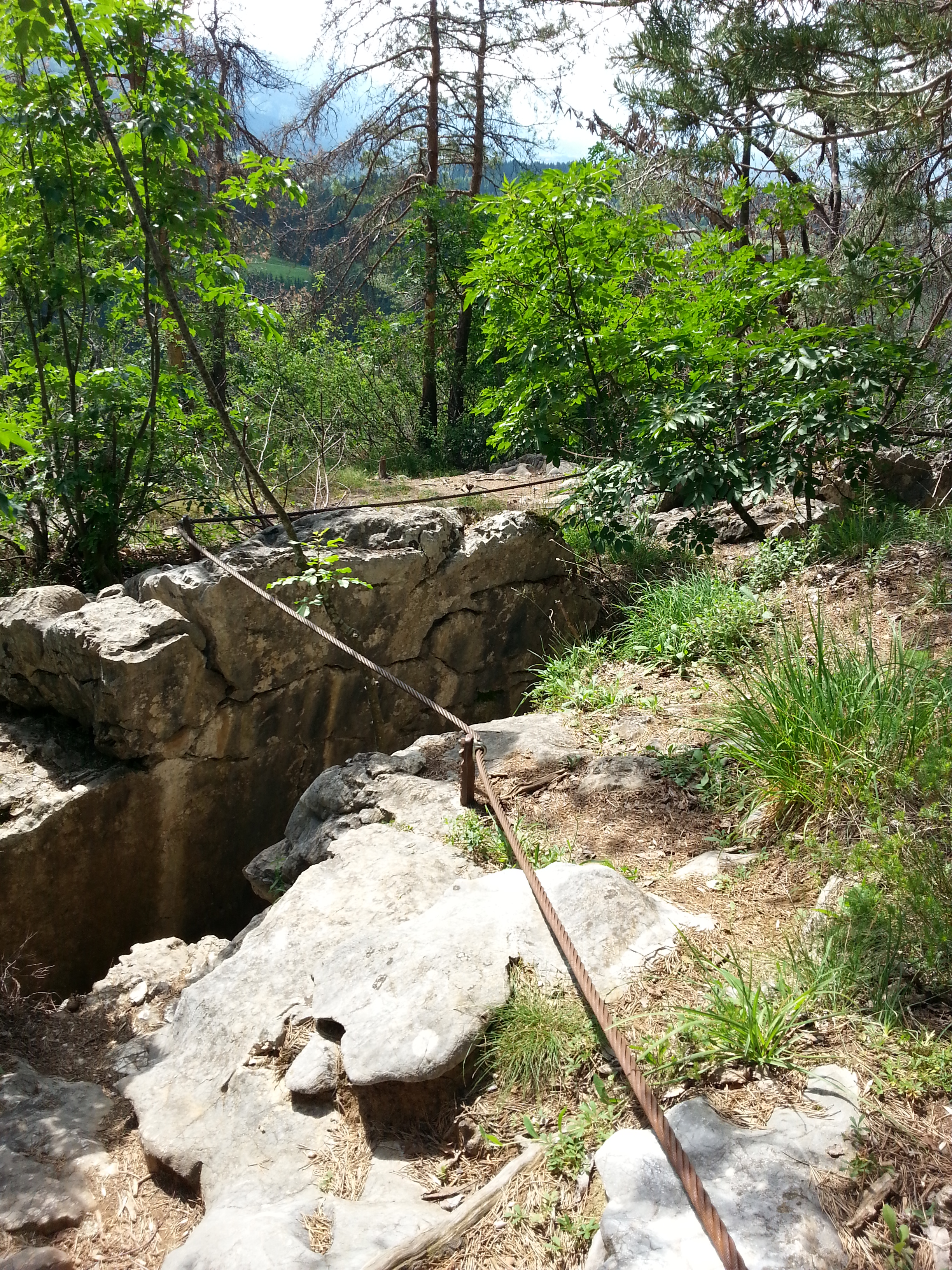

Der Kanzianiberg Klettersteig ist ein Klettersteig leichter und mittlerer Schwierigkeitsstufe (A–C) im Klettergarten Kanzianiberg, Gemeindegebiet von Finkenstein am Faaker See, Bezirk Villach-Land, Kärnten, Österreich.

## Anfahrt und Lage
Von Villach und dem Faaker See kommend, über die Rosental Straße (B 85) nach Finkenstein. Autobahnabfahrten der Süd Autobahn (A2) sind aus Klagenfurt kommend Villach-Faakersee bzw. aus Italien kommend, Villach-Warmbad. Im Ortszentrum von Finkenstein die beschilderte Abzweigung „Kanzianiberg“ bzw. „Burgruine Finkenstein“ beachten und dem Straßenverlauf bis zum beschilderten Parkplatz folgen. Unmittelbar neben dem Parkplatz, befinden sich die ersten Einstiege.

## Verlauf
Der Klettersteig besteht aus mehreren Abschnitten um die Felswände des Kanzianibergs und führt auf dessen Spitze (795 m; Finkenstein: 662 m). Aufgrund der großen Ausgesetztheit der einzelnen Passagen und der zahlreichen vorhandenen Zu- und Abstiegsmöglichkeiten, gibt es keinen definierten Einstieg. Da der Kanzianiberg zu den größten und ältesten Klettergärten Österreichs zählt, ist er sehr gut durch Wege und Trampelpfade erschlossen. So kann nahezu jede Klettersteigpassage beliebig umgangen, bzw. abgekürzt werden. Geklettert wird an gut gesicherten Felsblöcken, Felswänden, Seilbrücken und durch Bergspalten.
An den Felsen im Nahbereich des Parkplatzes und der Informationshütte gibt es kurze Übungsklettersteige. Neben kürzeren Klettersteigen zum Erreichen von Kletterrouten, führen drei nennenswerte Klettersteige durch die bis zu 70 m hohen Wände. Der Kaminklettersteig führt von der Nordseite des Kleinen Prasvale durch einen 35 m hohen und nur ein bis zwei Meter breiten Felskamin auf die Spitze des Kleinen Prasvale und führt über eine ausgesetzte Seilbrücke zum Großen Prasvale. Über einen weiteren Felskamin geht es zum Schluchtgrund zwischen beiden Prasvale.
Der Märchensteig führt vom Fuß des Unteren Sonnwendkopfes zum Band zwischen Unteren und Oberen Sonnwendkopf und schließlich durch die Wand des Oberen Sonnwendkopfes Richtung Osten und über den Jagersteig in den Schluchtgrund zwischen Sonnwendkopf und Kleinem Prasvale.
Der Kanzelklettersteig ist teilweise sehr ausgesetzt und kraftraubend. Er verläuft vom Märchengrund entlang des Wandfußes zum Höhleneinstieg und weiter über eine überhängende Passage und ausgesetzte Querung bis auf ein Band und weiter auf den Sonnwendkopf.

## Kombinierungen
Vom Kanzianiberg führt ein Wanderweg auf die nahe gelegene Burgruine Finkenstein. Von dort hat man einen guten Blick auf den Faaker See und die umliegende Region. Um den Kanzianiberg führt ein Kneippwanderweg. Zudem befindet sich ebenfalls in Finkenstein, der Rotschitza-Klamm-Klettersteig.